# Убиратан
Убиратан (порт. Ubiratã)  —  муниципалитет в Бразилии, входит в штат Парана. Составная часть мезорегиона Западно-центральная часть штата Парана. Входит в экономико-статистический  микрорегион Гойоэре. Население составляет 21 214 человека на 2007 год. Занимает площадь 652,581 км². Плотность населения — 29,8 чел./км².
Праздник города — 4 ноября.

## История
Город основан в 1960 году.

## Статистика
- Валовой внутренний продукт на 2003 год составляет 240 239 458,00 реалов (данные: Бразильский институт географии и статистики).
- Валовой внутренний продукт на душу населения на 2003 год составляет 11 495,81 реалов (данные: Бразильский институт географии и статистики).
- Индекс развития человеческого потенциала на 2000 год составляет 0,734 (данные: Программа развития ООН).

## География
Климат местности: субтропический.